# Grandvilliers (Eure)
Grandvilliers és un municipi francès situat al departament de l'Eure i a la regió de Normandia. L'any 2007 tenia 352 habitants.

## Demografia

### Població
El 2007 la població de fet de Grandvilliers era de 352 persones. Hi havia 130 famílies, de les quals 25 eren unipersonals (8 homes vivint sols i 17 dones vivint soles), 42 parelles sense fills, 50 parelles amb fills i 13 famílies monoparentals amb fills.
La població ha evolucionat segons el següent gràfic:
Habitants censats

### Habitatges
El 2007 hi havia 166 habitatges, 134 eren l'habitatge principal de la família, 27 eren segones residències i 5 estaven desocupats. 164 eren cases i 1 era un apartament. Dels 134 habitatges principals, 103 estaven ocupats pels seus propietaris, 26 estaven llogats i ocupats pels llogaters i 4 estaven cedits a títol gratuït; 1 tenia una cambra, 4 en tenien dues, 16 en tenien tres, 36 en tenien quatre i 77 en tenien cinc o més. 92 habitatges disposaven pel capbaix d'una plaça de pàrquing. A 57 habitatges hi havia un automòbil i a 68 n'hi havia dos o més.

### Piràmide de població
La piràmide de població per edats i sexe el 2009 era:
| Homes | Edats   | Dones |
| ----- | ------- | ----- |
| 0     | 95 o +  | 0     |
| 0     | 90 a 94 | 4     |
| 0     | 85 a 89 | 4     |
| 0     | 80 a 84 | 4     |
| 4     | 75 a 79 | 8     |
| 12    | 70 a 74 | 0     |
| 12    | 65 a 69 | 8     |
| 0     | 60 a 64 | 8     |
| 8     | 55 a 59 | 0     |
| 4     | 50 a 54 | 0     |
| 4     | 45 a 49 | 12    |
| 12    | 40 a 44 | 8     |
| 32    | 35 a 39 | 16    |
| 12    | 30 a 34 | 12    |
| 12    | 25 a 29 | 16    |
| 12    | 20 a 24 | 0     |
| 16    | 15 a 19 | 12    |
| 20    | 10 a 14 | 24    |
| 12    | 5 a 9   | 20    |
| 4     | 0 a 4   | 8     |

## Economia
El 2007 la població en edat de treballar era de 255 persones, 194 eren actives i 61 eren inactives. De les 194 persones actives 172 estaven ocupades (93 homes i 79 dones) i 21 estaven aturades (11 homes i 10 dones). De les 61 persones inactives 15 estaven jubilades, 28 estaven estudiant i 18 estaven classificades com a «altres inactius».

### Ingressos
El 2009 a Grandvilliers hi havia 134 unitats fiscals que integraven 357 persones, la mediana anual d'ingressos fiscals per persona era de 19.140 €.

### Activitats econòmiques
Dels 9 establiments que hi havia el 2007, 6 eren d'empreses de construcció, 1 d'una empresa immobiliària, 1 d'una entitat de l'administració pública i 1 d'una empresa classificada com a «altres activitats de serveis».
Dels 5 establiments de servei als particulars que hi havia el 2009, 2 eren paletes, 1 fusteria, 1 lampisteria i 1 electricista.
L'any 2000 a Grandvilliers hi havia 17 explotacions agrícoles que ocupaven un total de 1.251 hectàrees.

## Poblacions més properes
El següent diagrama mostra les poblacions més properes.